# Stevensweert

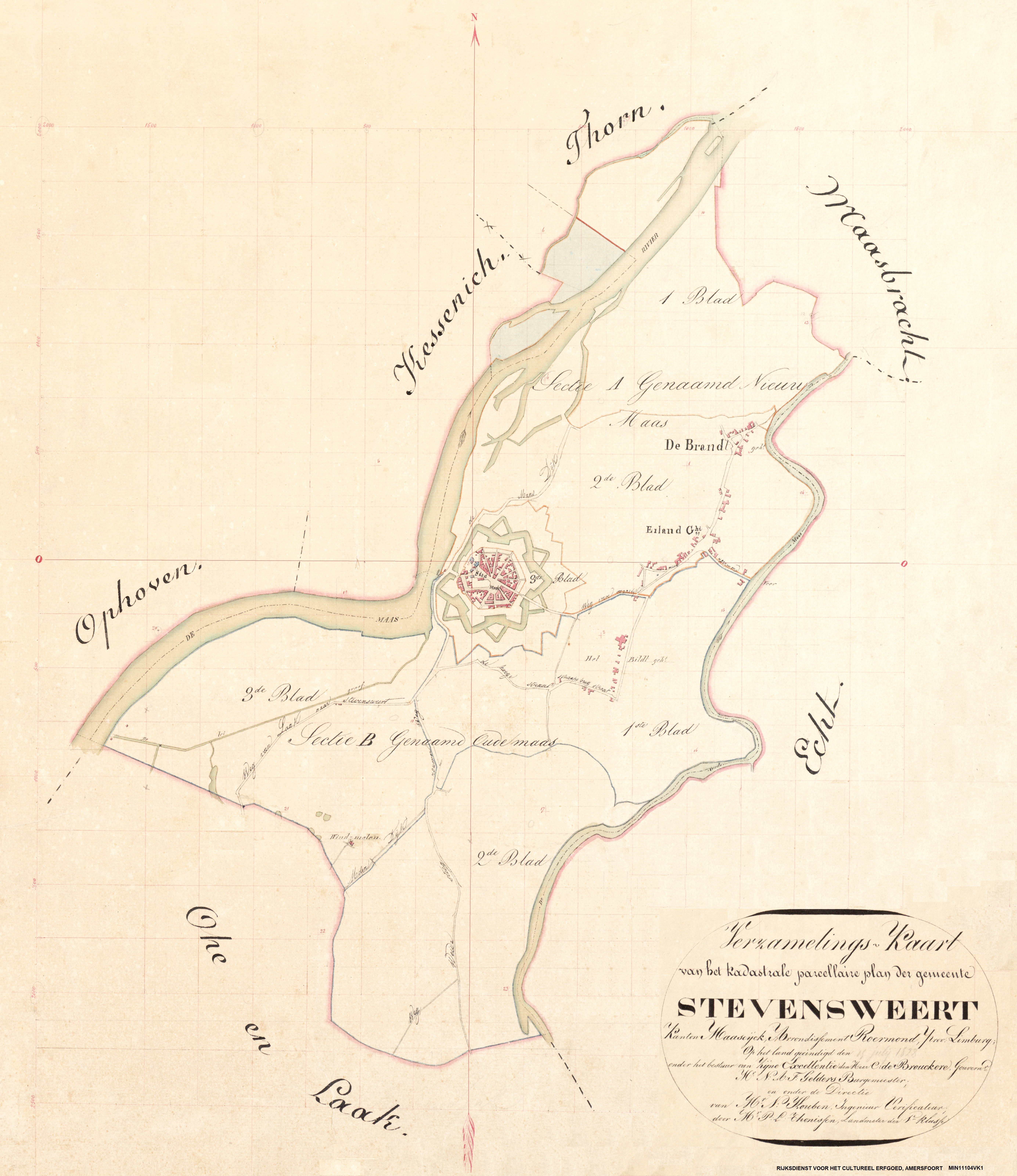
Kadastrale indeling gemeente Stevensweert in 1828

Stevensweert (Limburgs: Staeveswaert) is een vestingstad in de gemeente Maasgouw, in de Nederlandse provincie Limburg. Het is min of meer in het midden van deze provincie gelegen, ten zuidwesten van Roermond en noordoosten van Maaseik. In 2023 telde Stevensweert 1.670 inwoners.. Aan de oostkant van Stevensweert ligt de buurtschap Eiland en ten noordoosten buurtschap Brandt.

## Natuur en landschap
Stevensweert ligt samen met Ohé en Laak op een eiland dat door twee (voormalige) armen van de rivier de Maas gevormd wordt, het "Eiland in de Maas". De hoofdstroom van de rivier, waaraan Stevensweert ligt, vormt hier de natuurlijke markering van de grens met België en wordt daarom ook wel Grensmaas genoemd. De andere arm is de Oude Maas.
Het eiland is niet alleen door de Oude Maas, maar ook door het Julianakanaal, min of meer afgesloten van het vasteland, al zijn er bruggen. Ten noorden en ten oosten van Stevensweert zijn er bovendien in de tweede helft van de 20e eeuw plassen ontstaan ten gevolge van grindwinning.
Stevensweert ligt op ongeveer 23 meter boven NAP.

## Geschiedenis

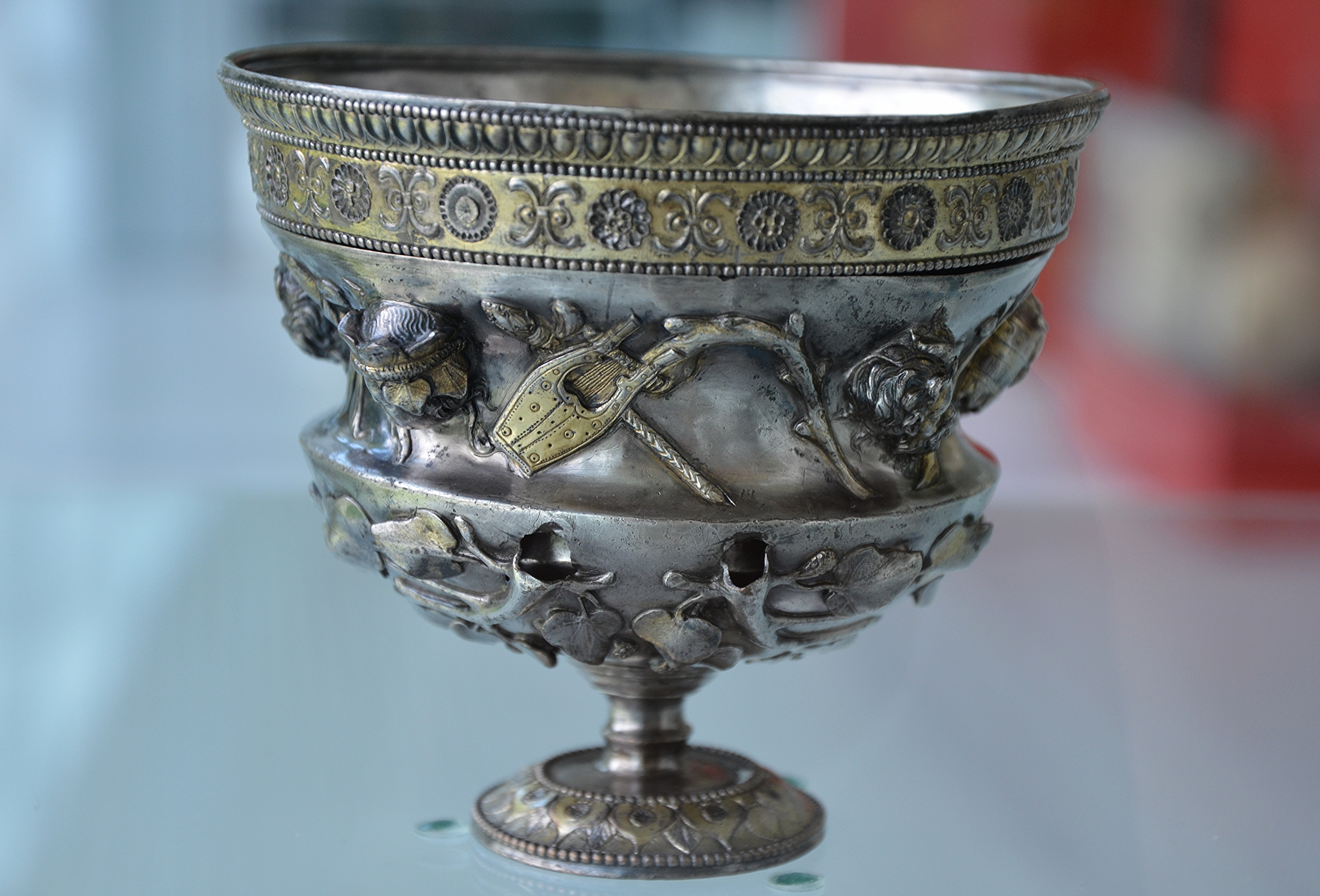
Kantharos van Stevensweert

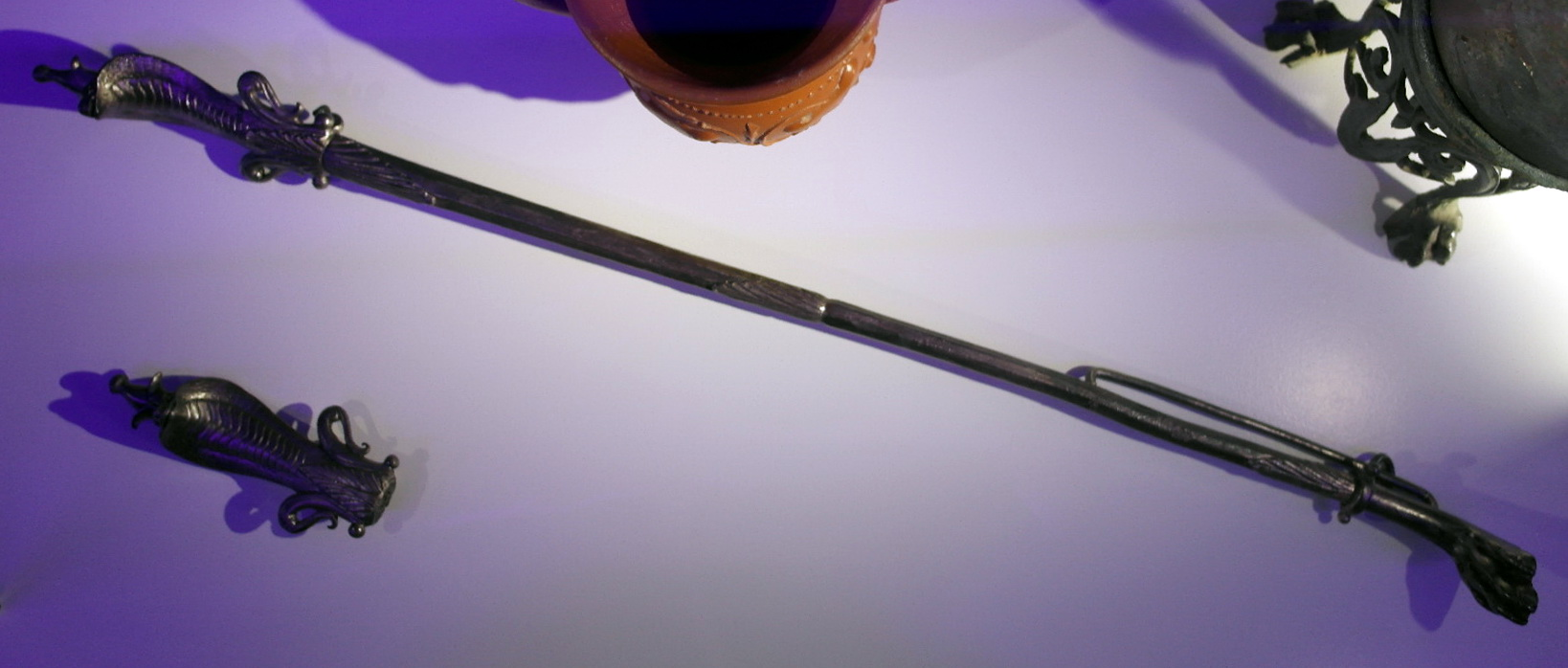
Fragmenten driepoot

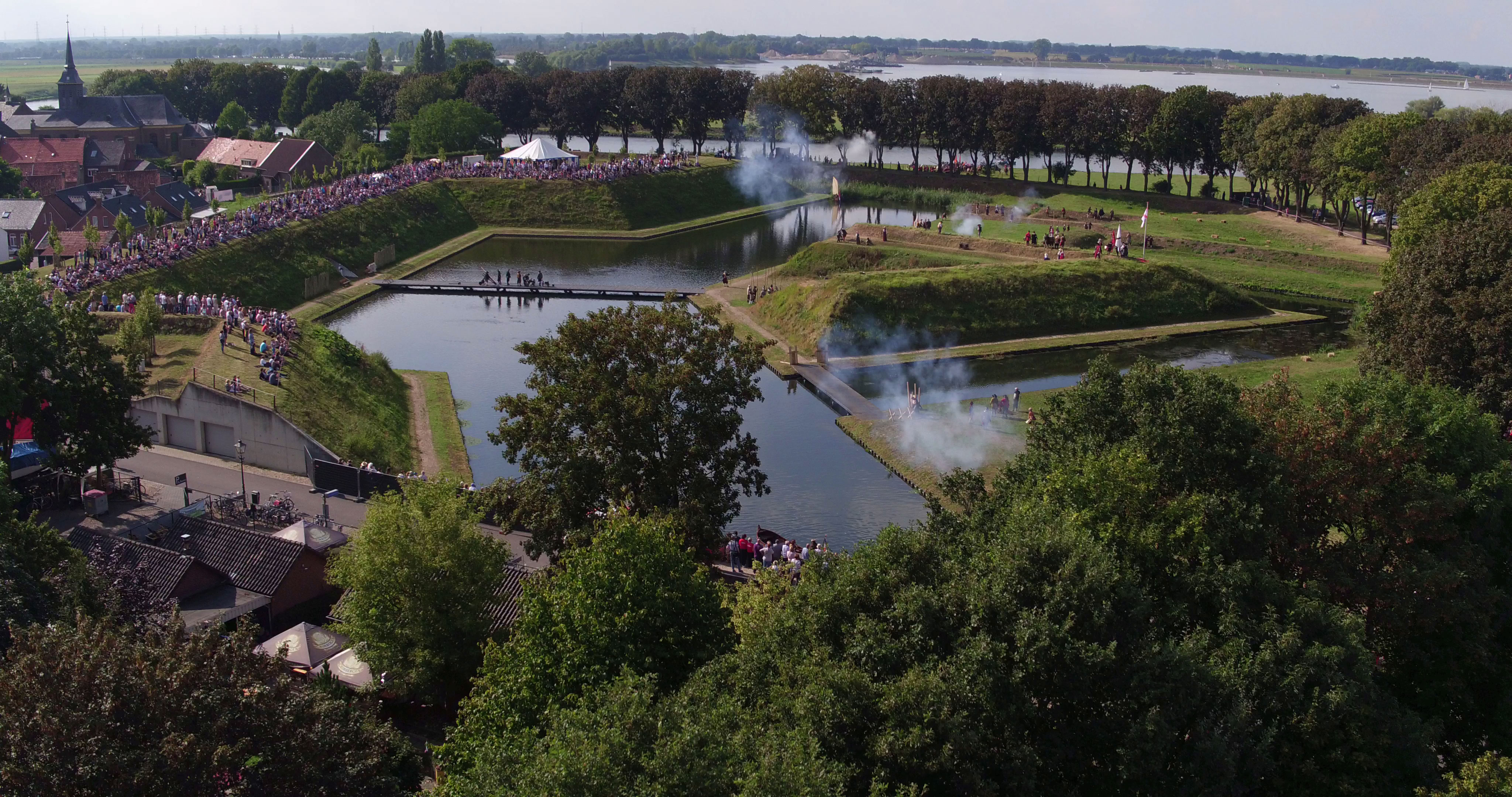
De Slag om Stevensweert

Stevensweert is in de wereld van de archeologie bekend vanwege een aantal historisch belangwekkende voorwerpen. Het bekendst daarvan is de kantharos van Stevensweert (tevens de aanduiding voor het gelijknamige arrest van de Hoge Raad der Nederlanden van 19 juni 1959, N.J. 1960, 59). De kantharos is een zilveren beker van een halve kilo die juridische geschiedenis schreef. Hij werd verkocht voor 125 gulden, maar bleek later van onschatbare waarde, een archeologisch pronkstuk en hét voorwerp dat een kentering veroorzaakte in het leerstuk dwaling in het Nederlands recht. De beker is thans te zien in Museum Het Valkhof in Nijmegen. Een andere belangrijke vondst uit de Maas bij Stevensweert bestaat uit een tweetal fragmenten van een zilveren driepoot, eveneens Romeins van oorsprong. Deze voorwerpen bevinden zich in het Rijksmuseum van Oudheden te Leiden.
Het huidige Stevensweert ontstond in de vroege middeleeuwen op een eiland in de Maas, waarbij de oostelijke tak de Oude Maas was. Deze heerlijkheid behoorde aanvankelijk tot het Graafschap Loon en sedert 1243 tot Opper-Gelre. Vanaf 1253 behoorde het daar tot het Ambt Montfort. In 1543 kwam Opper-Gelre aan de Habsburgse monarchie en werd aldus Spaans Opper-Gelre. Eind 15e eeuw werd hier waarschijnlijk de laatgotische beeldensnijder Jan van Steffeswert geboren. Het oorspronkelijke dorp werd in 1633 door de Spaanse veldheer Francisco de Moncada tot vestingstad omgebouwd. Om het plaatsje werd een aarden vestingwal met zeven bastions en vijf ravelijnen aangelegd.
In 1702 werd Stevensweert door de Staatsen belegerd, waarbij het kasteel zwaar beschadigd werd en de vesting in Staatse handen kwam. Vanaf 1716 kwam Stevensweert definitief in Staatse handen en ging tot Staats-Opper-Gelre behoren. Stevensweert heeft tot op heden zijn zevenhoekige omtrek en geometrische stratenpatroon behouden. De originele vestingwal werd in 1874 geslecht. In 1882 werd de Eilandbrug aangelegd over de Oude Maas, waarmee het eiland verbonden werd met het vasteland. In 1922 kwam de tramlijn Roermond - Sittard gereed en Stevensweert kreeg een tramhalte. Dagelijks reden er vijf trams in beide richtingen en een rit naar station Roermond duurde 24 minuten. In 1937 werd de tramlijn opgebroken en nam busvervoer het reizigersverkeer over. Door de aanleg van het Julianakanaal (1925-1934) kwam Stevensweert opnieuw op een langgerekt eiland te liggen, slechts door enkele bruggen met de oever verbonden en daardoor nog steeds een min of meer geïsoleerde ligging vertonend. Na de Tweede Wereldoorlog kwam daar de grindwinning bij, ten gevolge waarvan een aantal plassen ontstonden.
In 2007 werd begonnen met de reconstructie van een klein deel van de vestingwerken aan de hand van historisch kaartmateriaal van een bastion, ravelijn en bijbehorende gracht noordzijde van Stevensweert.

## Bezienswaardigheden
Een deel van Stevensweert is een beschermd stadsgezicht. De vestingwerken zijn nog in het stratenpatroon van de stad te herkennen.
- Hompesche Molen, windmolen uit 1722.
- Voormalig gemeentehuis van 1858, ontworpen door Pierre Cuypers.
- Streekmuseum Stevensweert/Ohé en Laak, sinds 1991 in het voormalig gemeentehuis
- Sint-Stephanuskerk
- Heilig Hartbeeld
- Voormalige Hervormde kerk
- Restanten van de vestingwerken
- Voormalig gouvernementshuis, van 1732, met resten van Kasteel Stevensweert
- Woonhuizen, vaak met een 17e-eeuwse kern, werden in de 19e eeuw voorzien van een nieuwe voorgevel.
- Sint-Rochuskapel van 1920, nabij de Heggestraat in Eiland.
- Mariakapel in Brandt
- Voormalige Stoomzuivelfabriek, van 1910, aan Molenstraat Zuid 9a-b

Zie ook
- Rijksbeschermd gezicht Stevensweert
- Lijst van rijksmonumenten in Stevensweert
- Lijst van gemeentelijke monumenten in Stevensweert

## Galerij

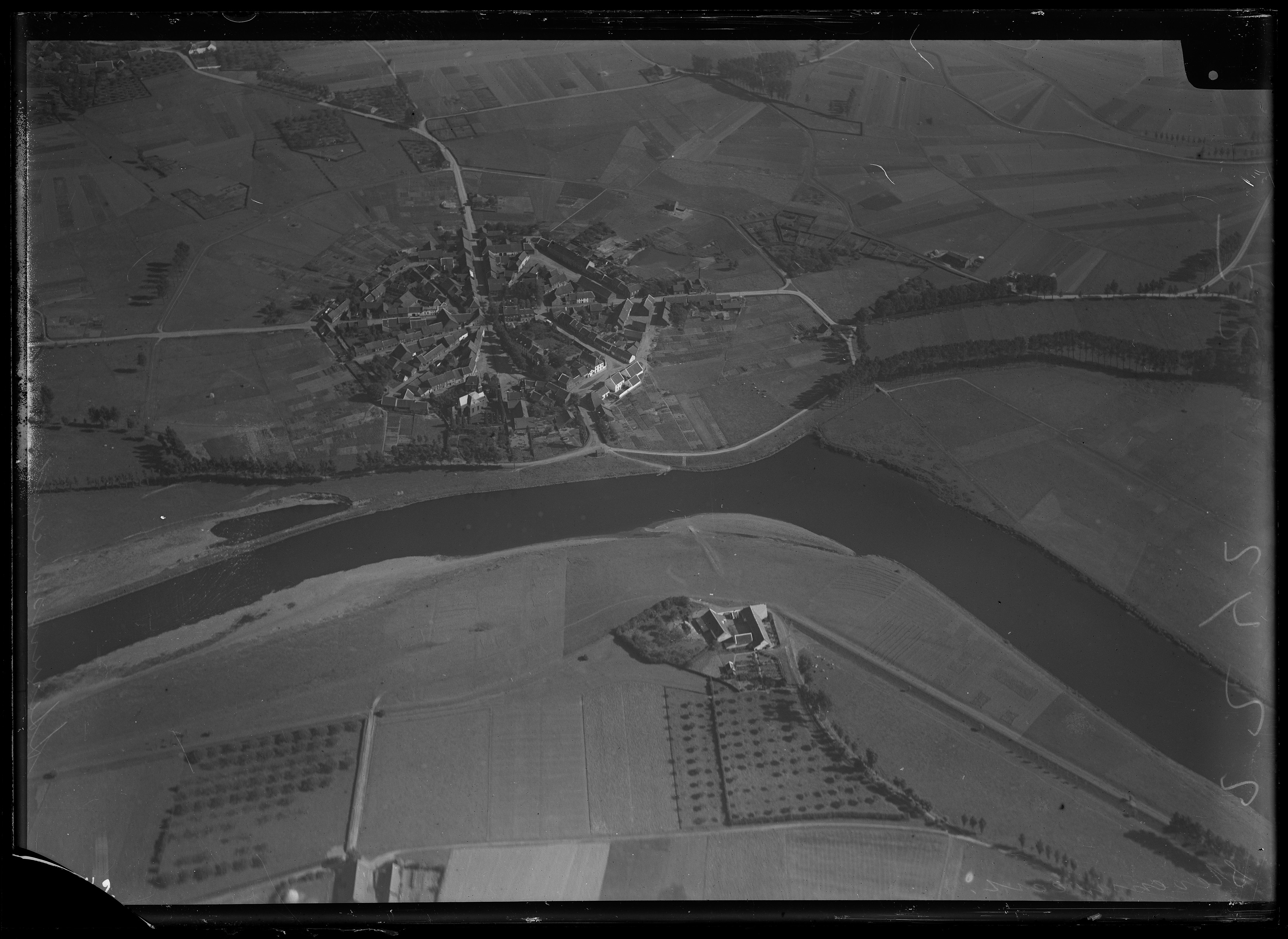
Luchtfoto (1920-1940)
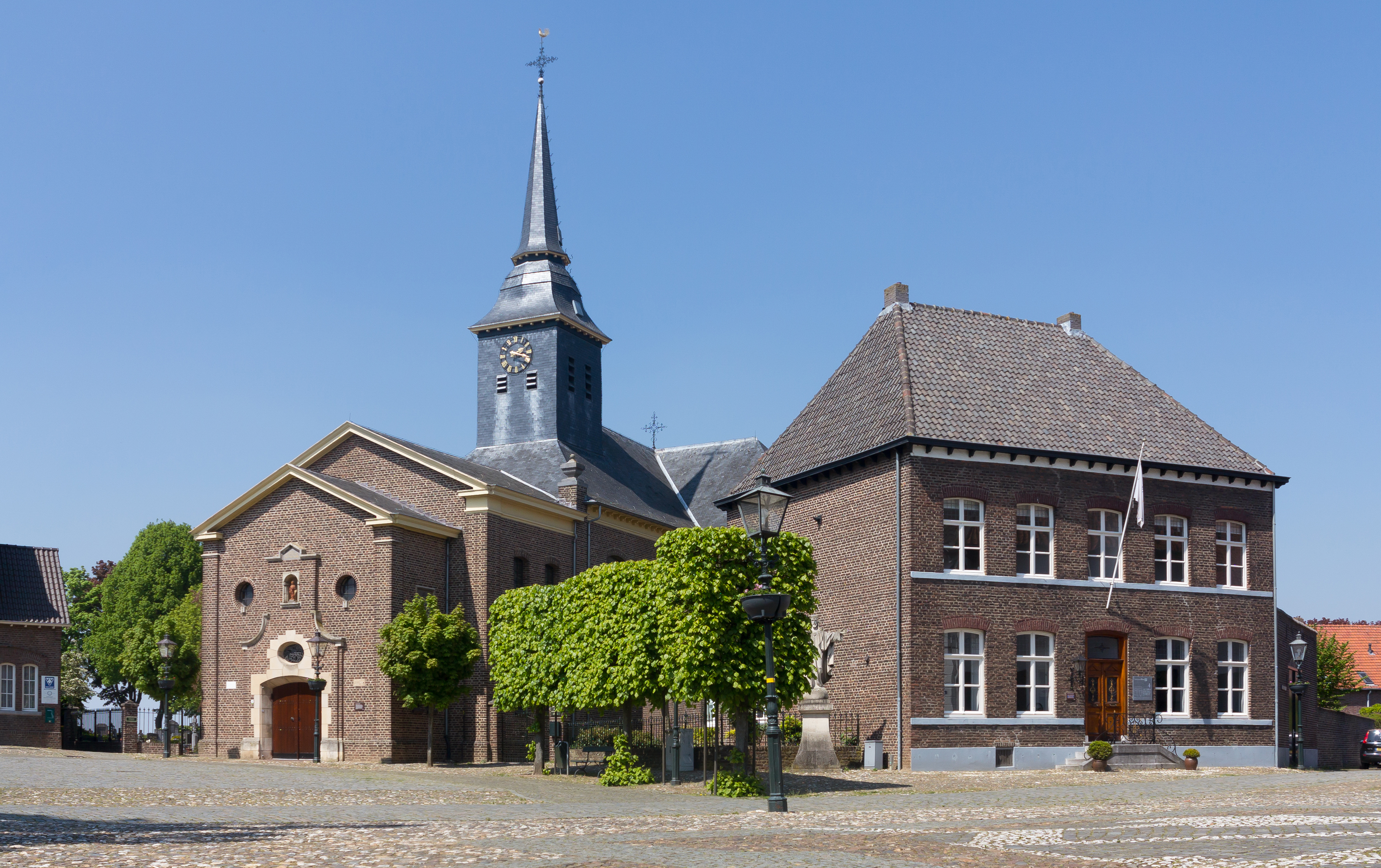
Sint-Stephanuskerk
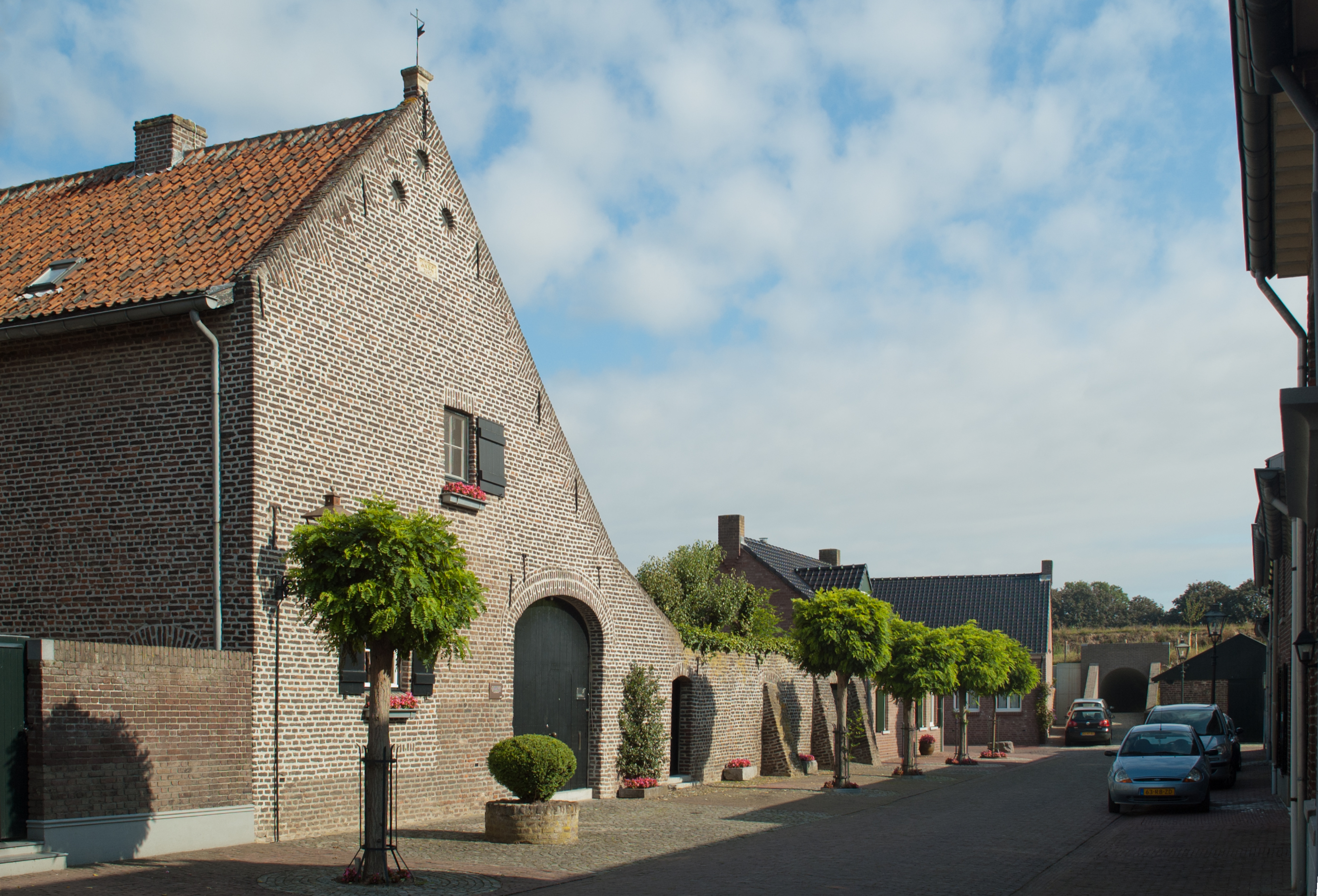
Mandenmakersstraat
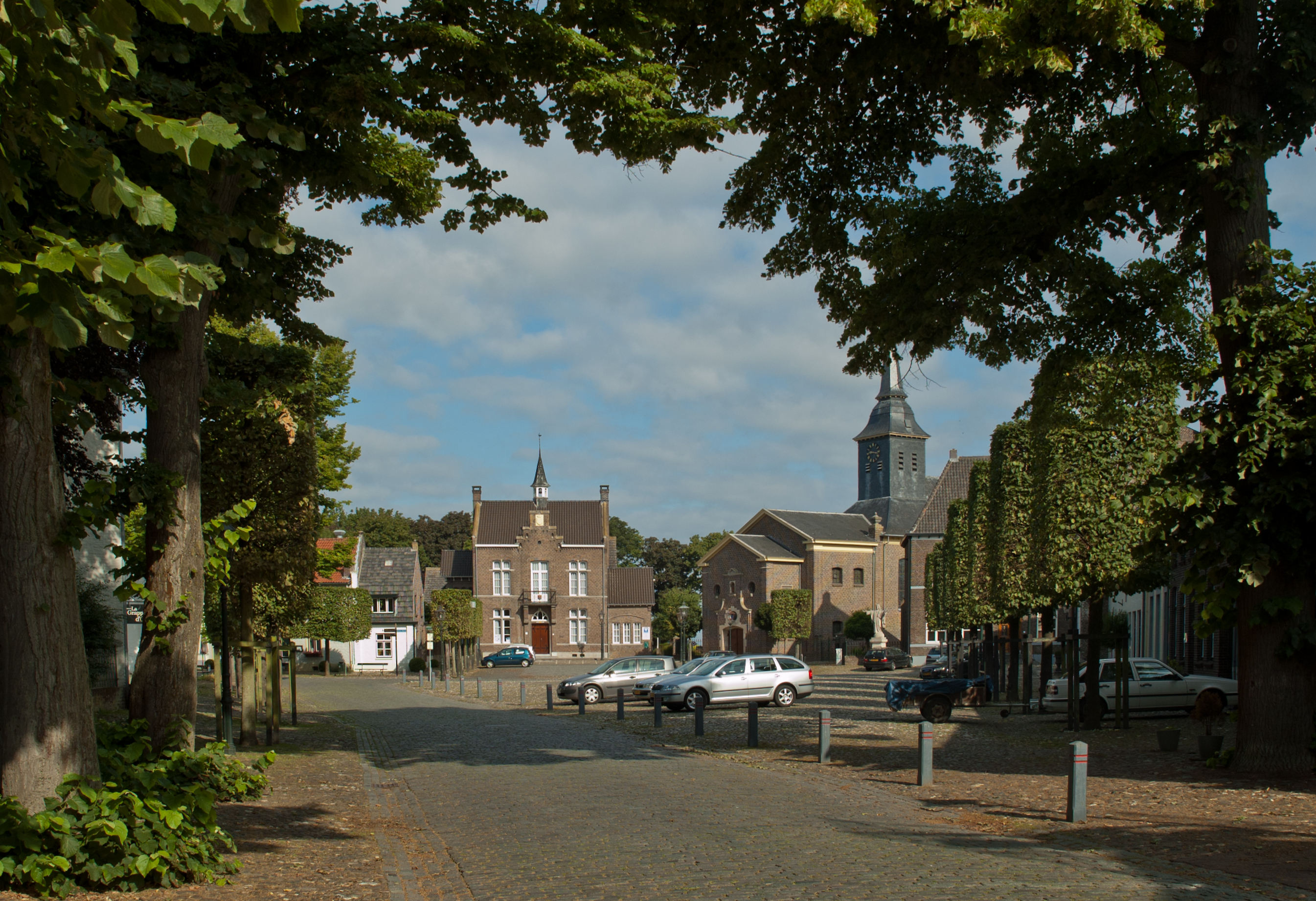
Jan van Steffeswertplein
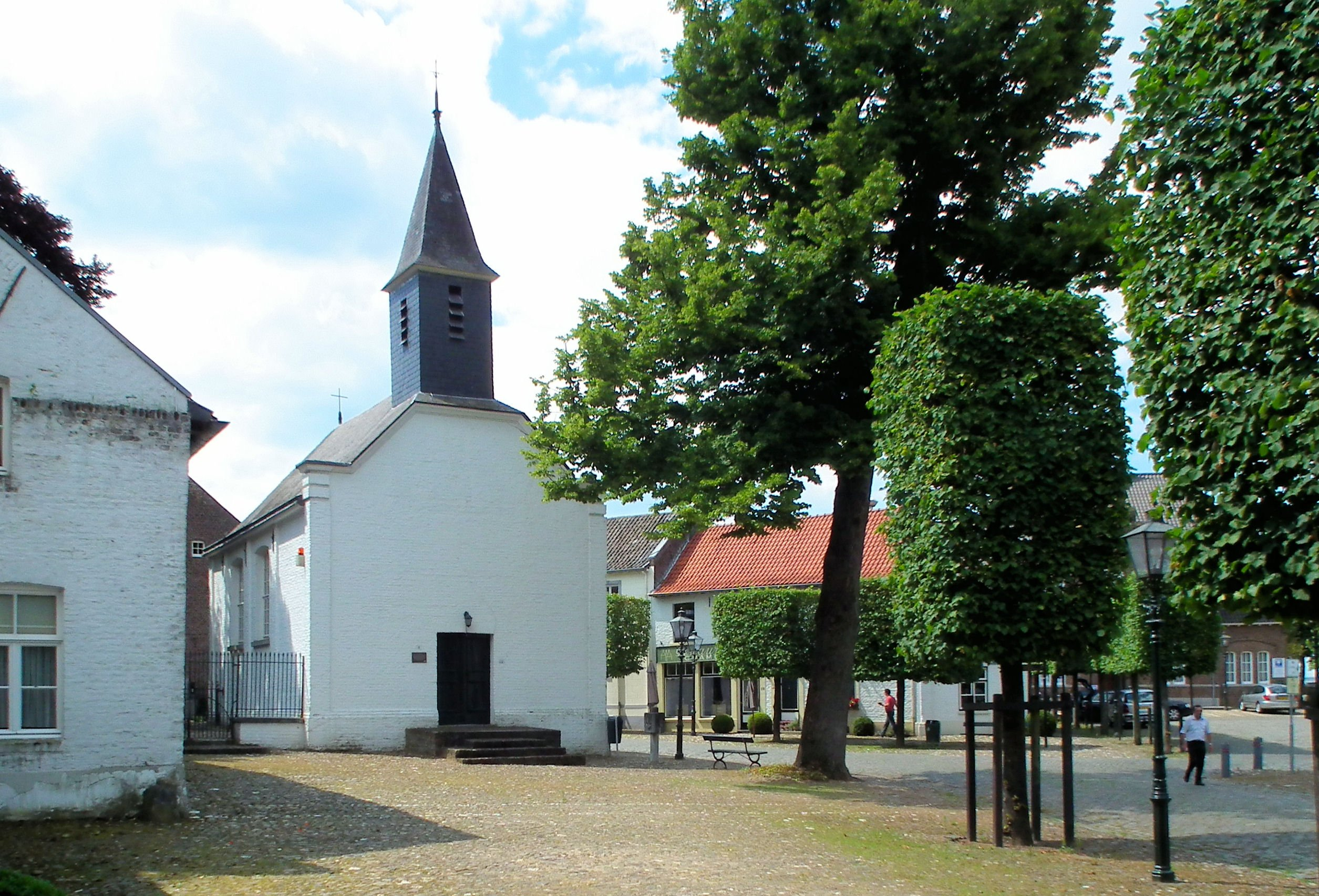
Hervormde kerk
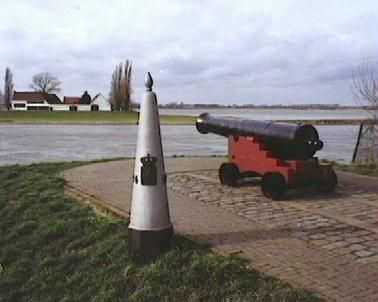
Grenspaal
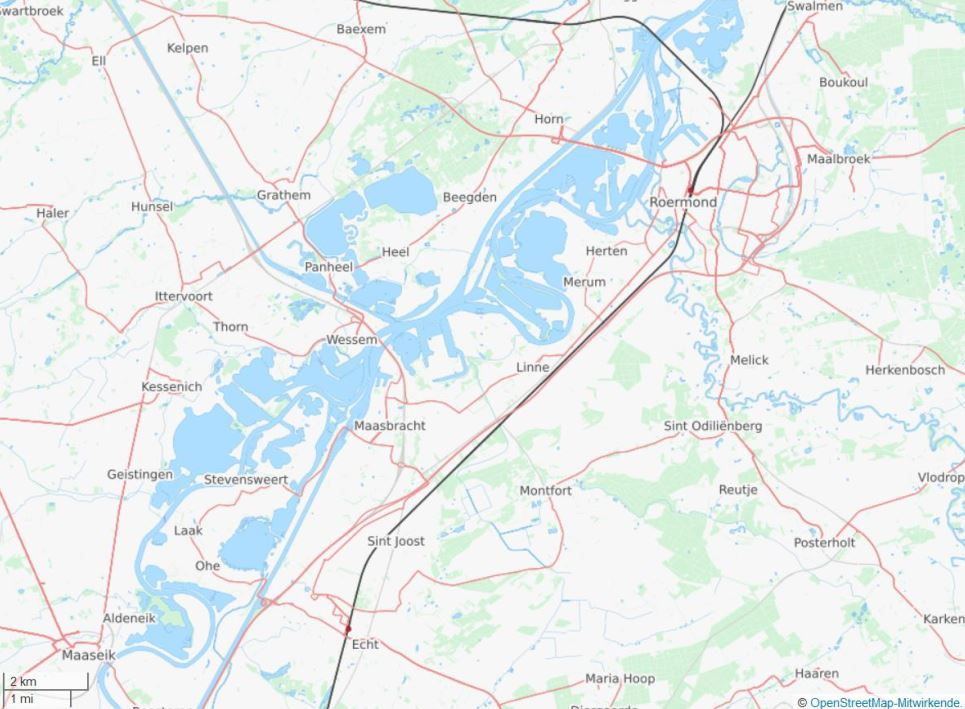
Stevensweert aan de Maas en de Maasplassen
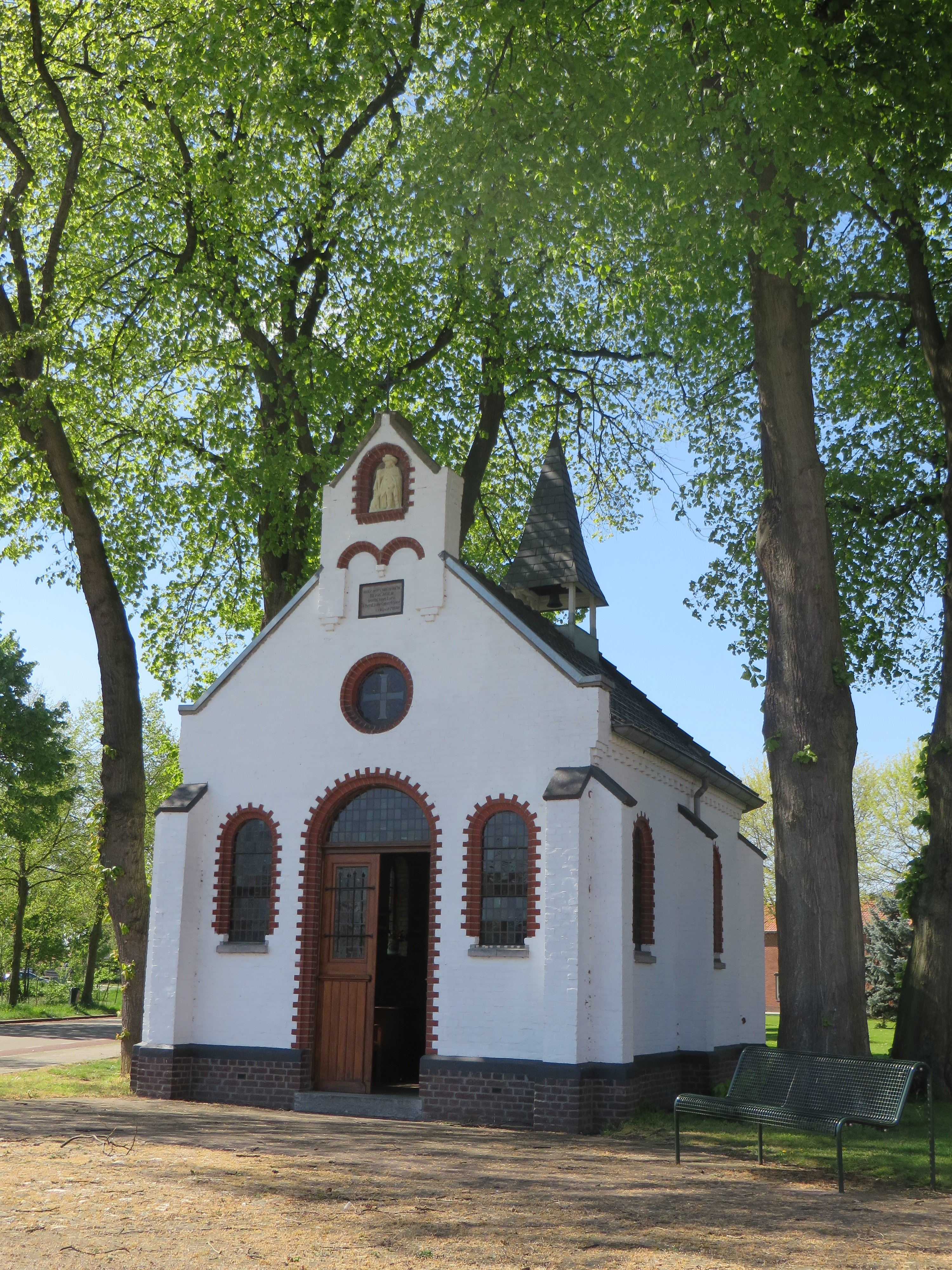
Sint Rochuskapel
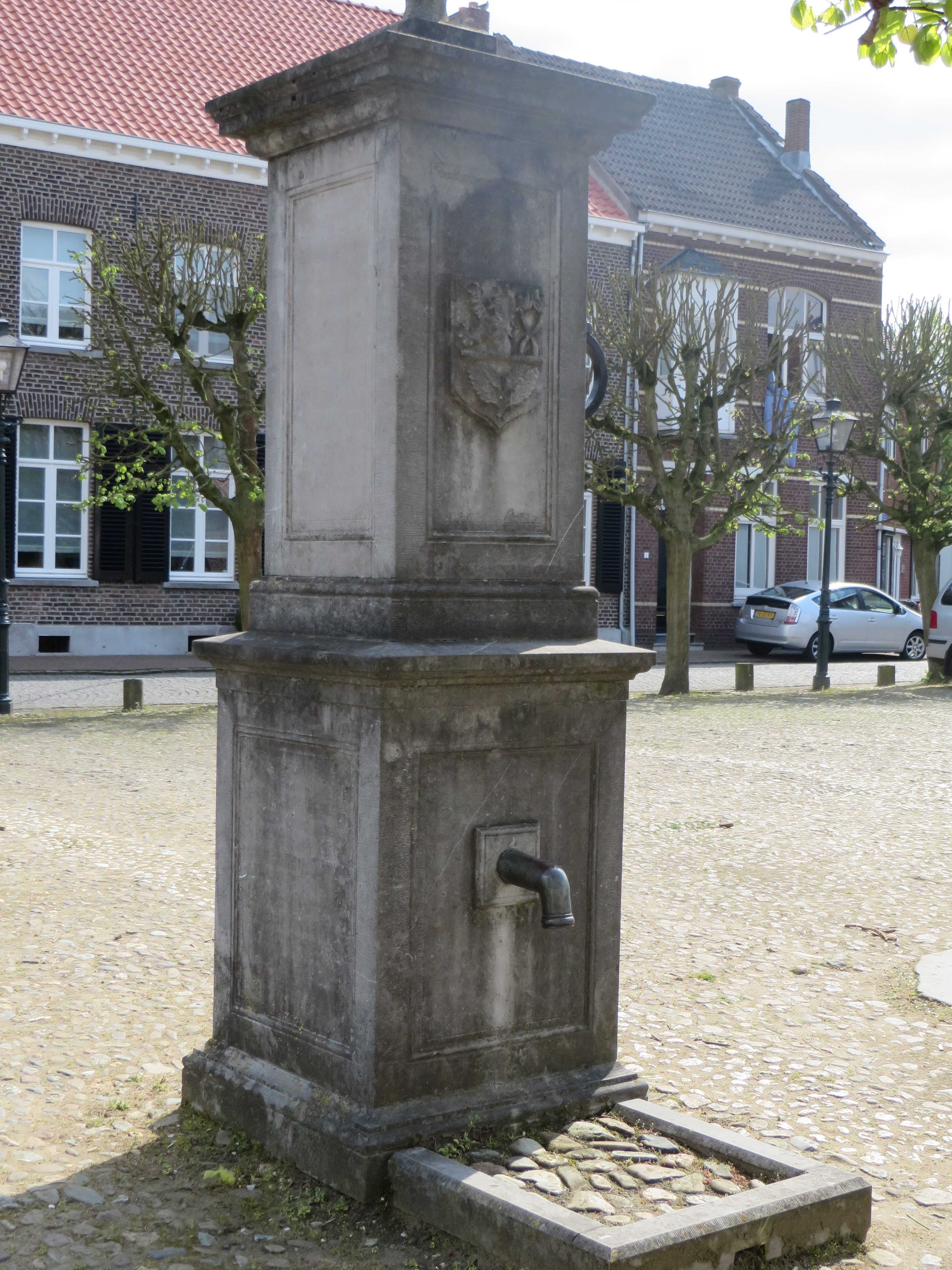
Dorpspomp

## Nabijgelegen kernen
Ohé en Laak, Maasbracht